# Jacques-Louis David
Jacques-Louis David (París, 30 de agosto de 1748-Bruselas, 29 de diciembre de 1825) fue un pintor francés de gran influencia en el estilo neoclásico. Buscó la inspiración en los modelos escultóricos y mitológicos griegos, basándose en su austeridad y severidad, algo que concordaba con el clima moral de los últimos años del antiguo régimen.
Más tarde David llegó a ser un activo participante en la Revolución francesa, en el 1789, así como amigo de Maximilien de Robespierre; en realidad fue el líder de las artes bajo la República Francesa. Encarcelado tras la caída de Robespierre del poder, más tarde simpatizó con el régimen de Napoleón Bonaparte. Fue en esta época cuando desarrolló su 'Estilo Imperio', notable por el uso de colores cálidos al estilo veneciano.
Entre sus numerosos alumnos cabe destacar a Antoine-Jean Gros, Anne-Louis Girodet de Roussy-Trioson y el más conocido de todos: Jean Auguste Dominique Ingres. Esto le hizo ser el pintor más influyente del arte francés del siglo XIX, especialmente en las pinturas académicas.

## Vida

### Primeros años

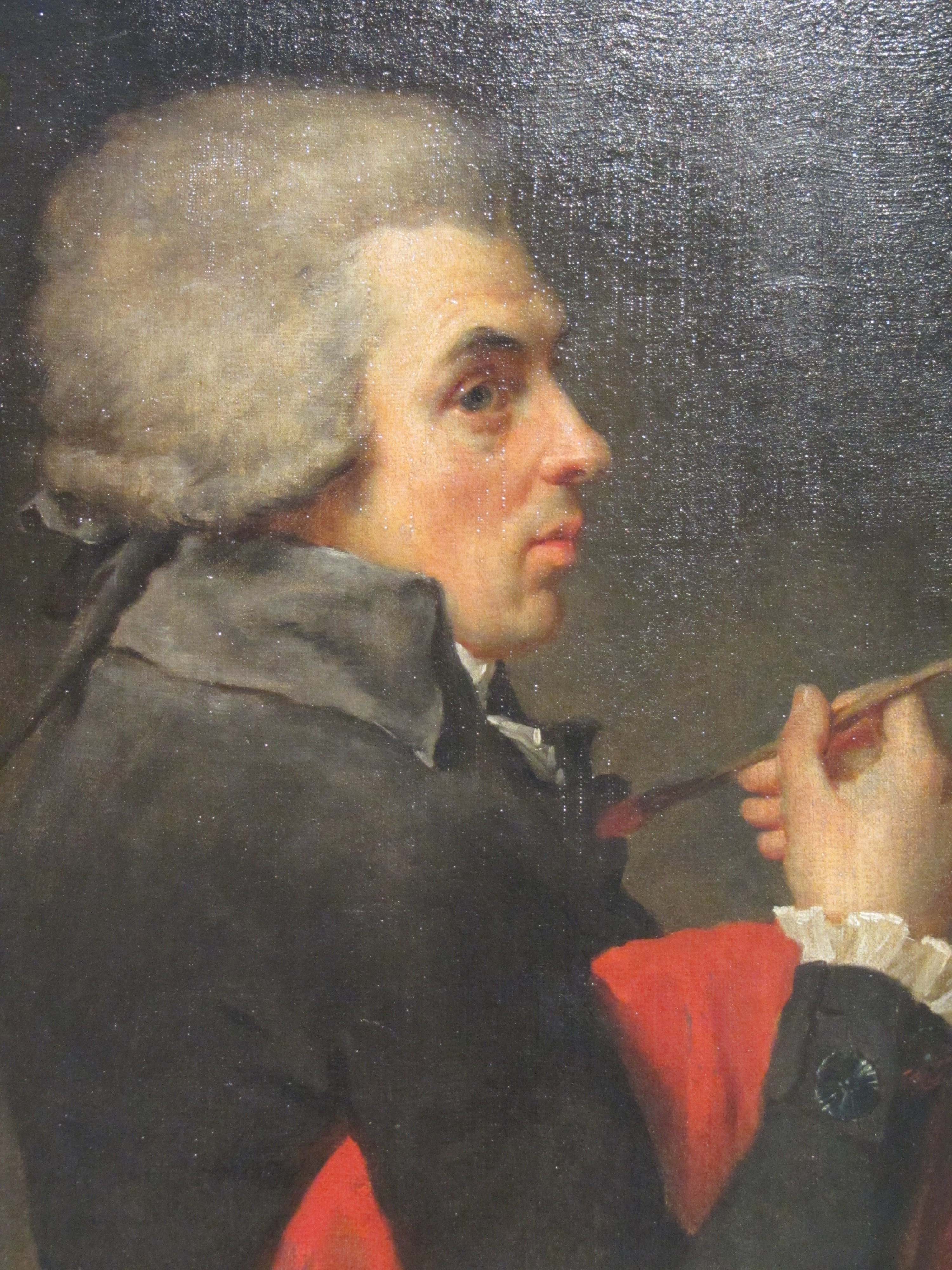
Retrato de David hecho por Antoine-Jean Gros, 1790. Museo Pushkin, Moscú.

Jacques-Louis David nació en el seno de una próspera familia en París, el 30 de agosto de 1748. Cuando David tenía nueve años, su padre fue asesinado en un duelo y su madre lo dejó bajo el cuidado de sus tíos François Buron y Jacques-François Desmaisons, que eran unos prósperos arquitectos. Ellos se aseguraron de que recibiera una excelente educación en el Colegio de las Cuatro Naciones, pero Jacques-Louis David no fue nunca un buen estudiante, durante las clases cubría sus libros con dibujos. Pronto manifestó que quería ser pintor, pero el deseo de su madre y sus tíos era que fuera arquitecto.
Finalmente venció los recelos de sus familiares y fue al taller de François Boucher, máxima figura de la época, así como pariente lejano de David. Boucher, en sus inicios pintor Rococó, se encontraba en un periodo más clásico de su pintura. Boucher decidió que, en vez de enseñar personalmente a David, ponerle bajo el tutelaje de su amigo Joseph-Marie Vien, que había adoptado gustos clásicos frente al rococó imperante. Allí David asistió a la Real Academia de Pintura y Escultura, situada en lo que hoy es el Louvre.
David intentó ganar el Premio de Roma, cuatro veces entre 1770 y 1774, que consistía en una beca para una estancia de cuatro años en la Academia Francesa en Roma. Una de ellas, de acuerdo a la leyenda, lo perdió porque no había consultado a Vien, uno de los jueces que otorgaba el premio. Otra, porque algunos estudiantes habían estado compitiendo durante años y Vien pensó que la educación de David podía esperar, no así la de esos otros pintores. En protesta, David se puso en huelga de hambre. Al quinto intento, David lo gana finalmente en 1774. Lo más usual en este caso era que David hubiera asistido a otra academia antes de ir a la Academia en Roma, pero la influencia de Vien le permitió ir directamente allí en 1775, cuando Vien fue nombrado director de la Academia de Francia en Roma.
Ya en Italia, David pudo acceder de primera mano a las obras maestras y a las ruinas de la antigua Roma. David llenó multitud de cuadernos con numeroso material que utilizaría durante el resto de su vida. Se reunió con el influyente pintor neoclásico Rafael Mengs. A través de él, se introdujo en las teorías pioneras del historiador de arte Johann Joachim Winckelmann. Durante su estancia en Roma, estudió a los grandes maestros, siendo su preferido Rafael. En 1779, David pudo visitar las ruinas de Pompeya, donde quedó impresionado acompañado por el escultor François Marie Suzanne.

### Primeras obras
Los compañeros de David en la Academia encontraron difícil relacionarse con él, pero reconocieron su genio. Permitieron a David que se quedara en la Academia Francesa en Roma durante un año más, pero después de cinco años en Roma, regresó a París. Allí, encontró quien influyera a su favor, y lo hicieron miembro de la Academia Real. Envió a la academia dos pinturas, incluyéndose ambas en el Salón de 1781, un gran honor. Fue alabado por pintores contemporáneos, pero la administración de la Academia Real era hostil a esta estrella naciente.
Después del salón, el rey le autorizó a alojarse en el Louvre, un privilegio antiguo y muy deseado de los grandes artistas. Cuando el contratista de los edificios reales, M. Pecol, estaba haciendo los oportunos arreglos con David, le pidió que se casara con su hija, Marguerite Charlotte. Este matrimonio proporcionó a David dinero y, con el tiempo, cuatro hijos. David tenía alumnos propios, entre 40 y 50, y el gobierno le encargó que pintase Horacio defendido por su padre, pero David pronto decidió: «Sólo en Roma puedo pintar romanos». Su suegro le proporcionó el dinero que necesitaba para el viaje, y David marchó a Roma con su esposa y tres de sus estudiantes, uno de los cuales, Jean-Germain Drouais, era el ganador del Premio de Roma de ese año.

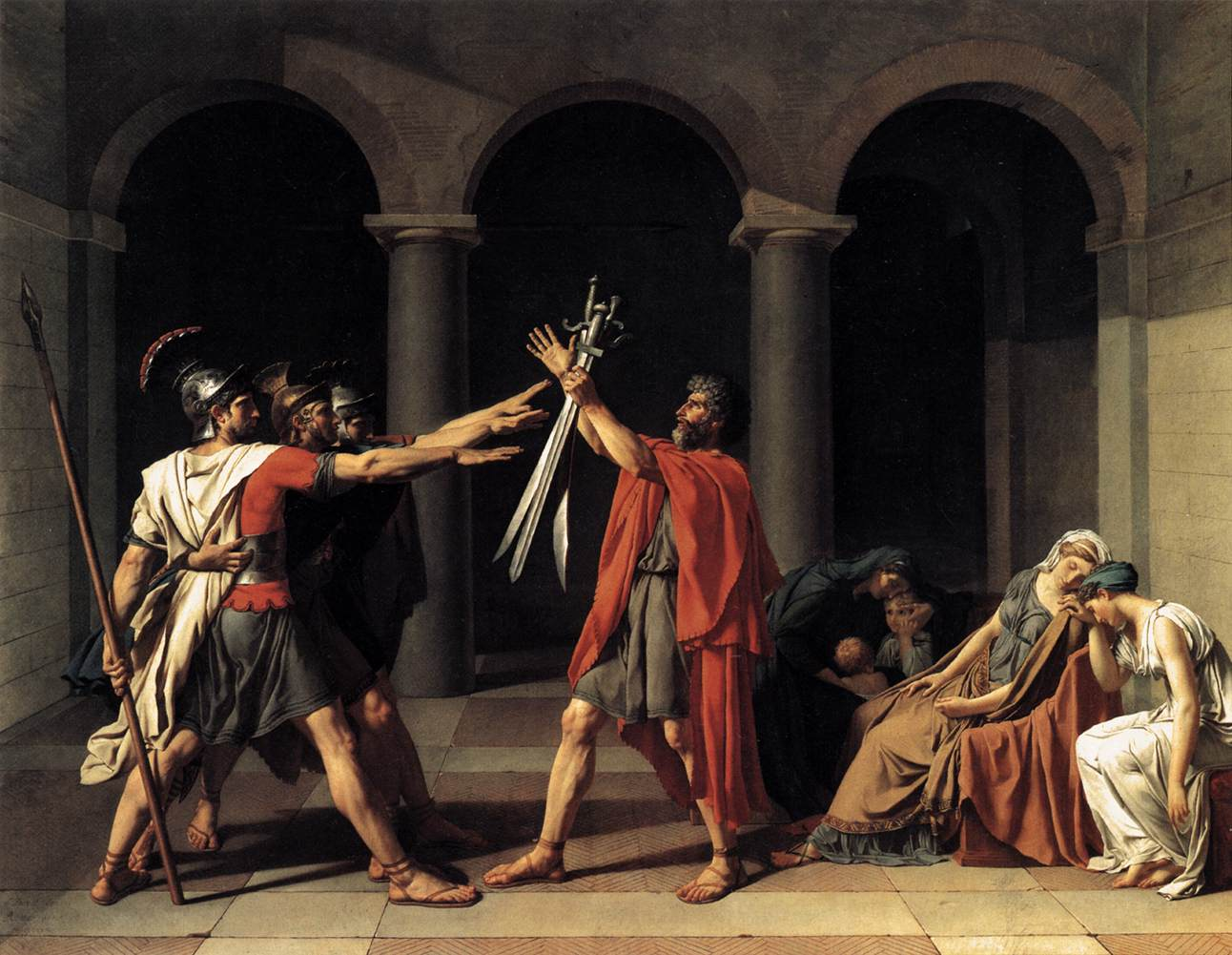
Juramento de los Horacios de 1784.

En Roma, David pintó su famoso Juramento de los Horacios. Los temas y motivos se reiterarían en obras posteriores como El juramento del Juego de Pelota y la Distribución de las águilas. Mientras que en el Juramento de los Horacios y El juramento del Juego de Pelota se enfatiza la importancia del autosacrificio masculino por el propio país y por patriotismo, la Distribución de las águilas hablaría del autosacrificio por el emperador (Napoleón) y la importancia de la gloria obtenida en el campo de batalla.
En 1787, David no se convirtió en el director de la Academia Francesa en Roma, una posición que deseaba ardientemente. El conde encargado del nombramiento dijo que David era demasiado joven, pero afirmó que le apoyaría dentro de 6 a 12 años. Esta situación sería una de las muchas que hicieron que arremetiera contra la Academia en años futuros.

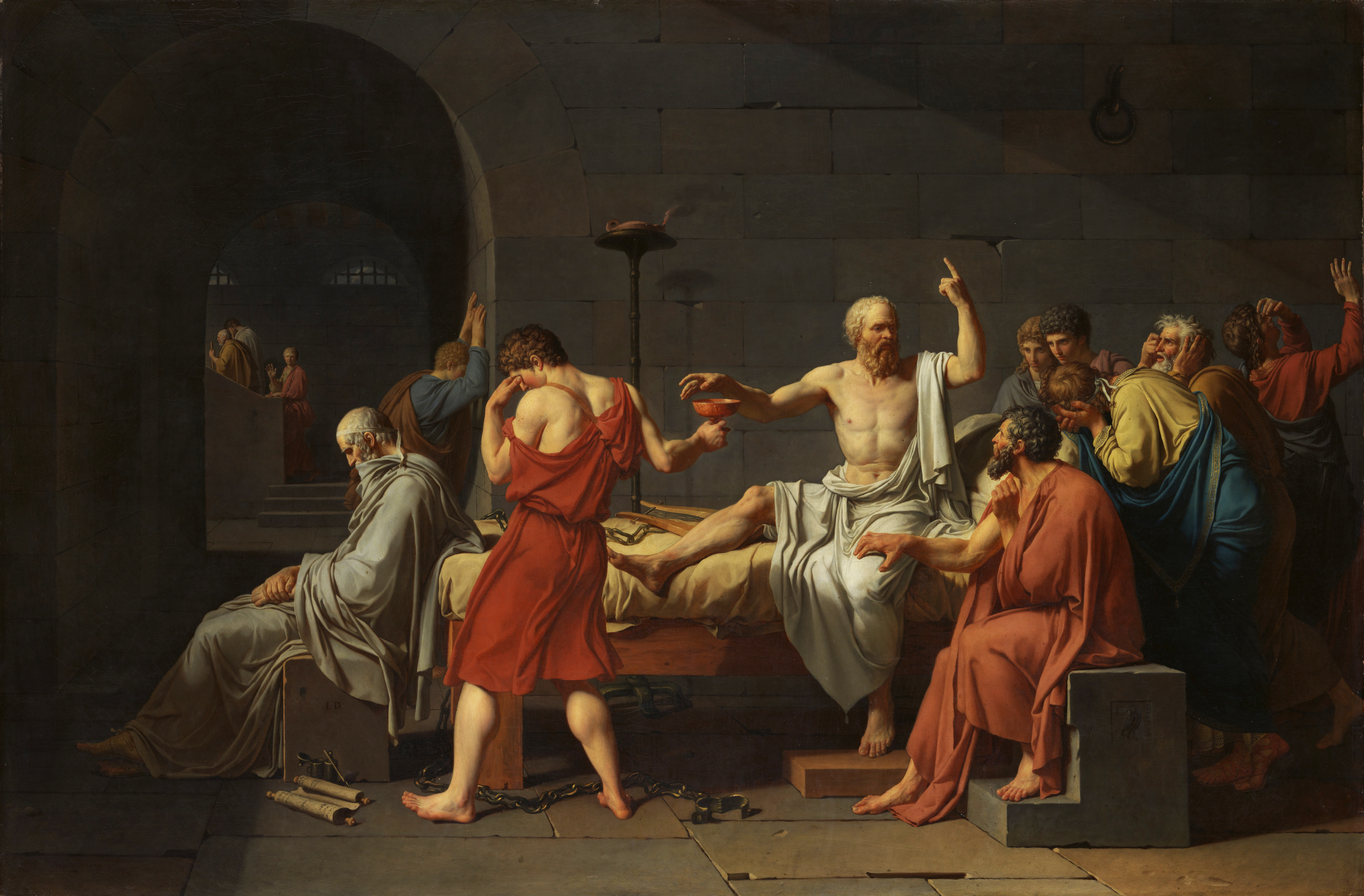
La muerte de Sócrates (1787).

Para el salón de 1787, David exhibió su famosa Muerte de Sócrates. «Condenado a muerte, Sócrates, fuerte, calmado y en paz, discute la inmortalidad del alma. Rodeado por Critón, sus amigos lamentándose y estudiantes, está enseñando, filosofando, y de hecho, agradeciendo al Dios de la Salud, Asclepio, por la infusión de cicuta que le aseguraría una muerte pacífica… La esposa de Sócrates puede verse lamentándose sola fuera de la habitación, despedida por su debilidad. Platón (que no estaba presente cuando murió Sócrates) está representado como un anciano sentado al final de la cama.» Los críticos compararon el Sócrates con la bóveda de la Capilla Sixtina de Miguel Ángel y las Estancias de Rafael, y uno, después de diez visitas al Salón, lo describió como «perfecto en todos los sentidos». Denis Diderot dijo que parecía que lo había copiado de algún antiguo bajorrelieve. La pintura estaba muy en la ola del clima político de la época.

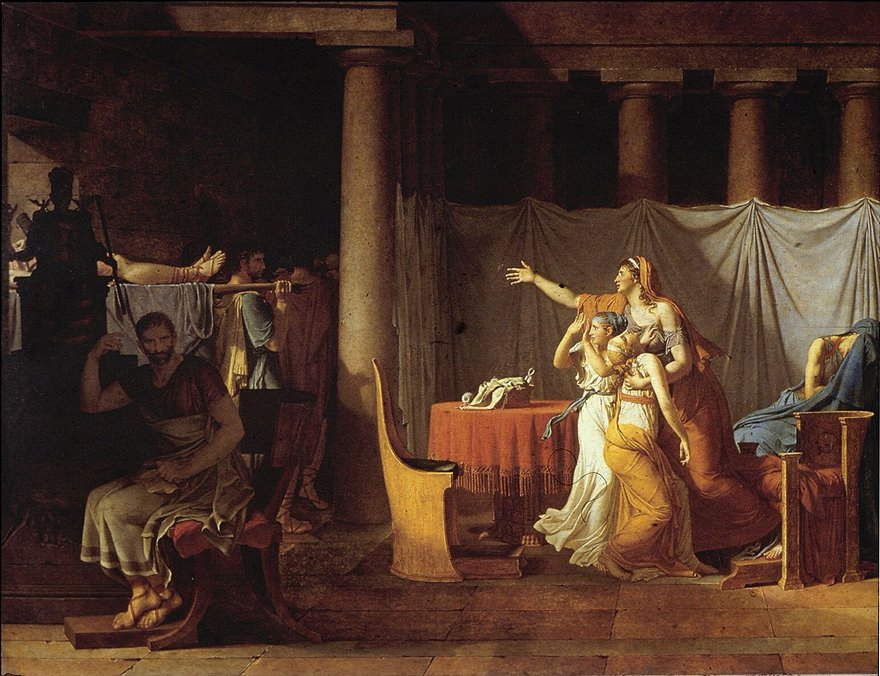
Los lictores llevan a Bruto los cuerpos de sus hijos, 1789, óleo sobre lienzo,, Museo del Louvre, París.

Como siguiente pintura, David ejecutó Los lictores llevan a Bruto los cuerpos de sus hijos. La obra resultaba muy atractiva para la época. Antes de la apertura del Salón, había comenzado la Revolución francesa. Se había establecido la Asamblea Nacional y había caído la Bastilla. La corte real no quería propaganda agitando al pueblo, así que había que comprobar todas las obras antes de que se colgaran. Algunos retratos de gente famosa se prohibieron, como el de un químico que resultaba ser miembro de un partido que no gozaba de favor. Cuando los periódicos relataron que el gobierno no había permitido que se mostrara Los lictores llevan a Bruto los cuerpos de sus hijos, el pueblo se encolerizó, y los realistas cedieron. El cuadro se colgó en la exposición, protegido por estudiantes de arte. La pintura representa a Lucio Junio Bruto, el líder romano, lamentándose por sus hijos. Los hijos de Bruto habían intentado derrocar al gobierno y restaurar la monarquía, así que el padre ordenó su muerte para mantener la república. Así, Bruto resultaba ser el heroico defensor de la república, aunque le costase su propia familia. A la derecha, la madre sostiene a sus dos hijas, y la abuela se ve en el extremo derecho, angustiada. Bruto se sienta a la izquierda, solo, melancólico, pero sabiendo que lo que ha hecho es lo mejor para su país. Toda la pintura era un símbolo republicano, y obviamente tuvo un inmenso significado en estos tiempos en Francia.

### La Revolución
Al comienzo, David apoyó la Revolución, siendo amigo de Robespierre y miembro del club jacobino. Mientras otros abandonaban el país en busca de nuevas y mejores oportunidades, David se quedó para ayudar a destruir el viejo orden; votó en la Asamblea Nacional a favor de la ejecución de Luis XVI. No es seguro por qué lo hizo, pues había más oportunidades para él bajo un rey que con el nuevo orden; algunos sugieren que el amor de David por lo clásico le hizo abrazar todo lo de aquel periodo, incluido un gobierno republicano.
Otros creen que la clave de la carrera revolucionaria del artista está en su personalidad. Indudablemente, la sensibilidad artística de David, su temperamento voluble, emociones volátiles, ardiente entusiasmo y fiera independencia le ayudarían a volverse contra el orden establecido pero no explican con plenitud la devoción que sintió hacia el régimen republicano. Ni lo hacen las vagas afirmaciones de aquellos que insisten en su «poderosa ambición... e inusual energía de voluntad» realmente justifican sus conexiones revolucionarias. Aquellos que lo conocieron sostienen que fue su «generoso ardor», alto idealismo y benevolente, aunque a veces fanático, entusiasmo más que el egoísmo y los celos, los que motivaron sus actividades durante este periodo.
Pronto, David volvió sus lamentos críticos hacia la Academia Real de Pintura y Escultura. Este ataque fue probablemente causado ante todo por la hipocresía de la organización y su oposición personal contra su obra, como pudo verse en momentos anteriores de la vida de David. La Academia Real estaba llena de realistas, y el intento de David de reformarla no sentó bien a los miembros. Sin embargo, la suerte estaba echada contra este símbolo del antiguo régimen, y la Asamblea Nacional ordenó que hiciera cambios para acomodarse a la nueva constitución.

El juramento del Juego de Pelota (esbozos de 1791), Museo nacional del castillo de Versalles.

David comenzó entonces a trabajar en algo que más tarde le perseguiría: propaganda para la nueva república. La pintura de David de Bruto se mostró durante la obra Bruto de Voltaire. El público respondió con un alboroto de aprobación. El 20 de junio de 1790 se celebró el aniversario del primer acto de rebeldía contra el rey, El juramento del Juego de Pelota. Allí estaba David. Esperando conmemorar el acontecimiento en una pintura, los jacobinos, revolucionarios que acostumbraban a reunirse en el monasterio jacobino, decidieron elegir al pintor «cuyo genio anticipó la revolución». David aceptó, y comenzó a trabajar en un lienzo colosal. La pintura nunca se terminó por completo, debido a su inmenso tamaño (10,67 por 10,97 metros) y porque algunas de las personas que debían aparecer representadas desaparecieron durante el reinado del Terror. Pero existen algunos dibujos acabados y partes del lienzo original también se conservan, mostrando figuras desnudas con cabezas totalmente pintadas.
Cuando Voltaire murió en 1778, la Iglesia le negó un entierro eclesiástico y su cuerpo fue enterrado cerca de un monasterio. Un año después, los viejos amigos de Voltaire comenzaron una campaña para conseguir que su cuerpo fuera enterrado en el Panteón, ya que la propiedad de la Iglesia había sido confiscada por el gobierno francés. En 1791 nombraron a David para que presidiera el comité organizador de la ceremonia, un desfile a través de las calles de París hasta el Panteón. A pesar de la lluvia, y de la oposición de los conservadores basándose en la cantidad de dinero que se iba a gastar en el evento, la procesión se celebró. Hasta 100 000 personas vieron cómo llevaban al «Padre de la Revolución» a su lugar de descanso. Fue la primera de las muchas fiestas que David organizó para la república. Siguió organizando celebraciones para los mártires que murieron combatiendo a los realistas. Estos funerales recordaban las fiestas religiosas de los paganos griegos y romanos y muchos los vieron como saturnales.
En 1791, el rey intentó abandonar el país, pero estando a menos de 50 km de la frontera austriaca fue arrestado. Luis XVI había hecho peticiones secretas al emperador José II de Austria, hermano de María Antonieta, para que lo repusiera en el trono. Esto se le concedió, y Austria amenazó a Francia en el caso de que la pareja real resultara herida. Como reacción, el pueblo arrestó al rey. Cuando la nueva Convención Nacional tuvo su primera reunión, David estaba sentado con sus amigos Jean-Paul Marat y Robespierre. En la convención, David pronto se ganó el mote de «feroz terrorista». Robespierre exigió la muerte del rey. La Convención Nacional enjuició al rey Luis XVI y David votó a favor de la muerte del rey. La mujer de David, que era realista, se divorció de él por este motivo.
Cuando Luis XVI fue ejecutado el 21 de enero de 1793, había muerto ya otro hombre —Louis Michel Le Peletier de Saint-Fargeau—. Le Peletier fue asesinado el día anterior por un guardaespaldas realista, como venganza por haber votado a favor de la muerte del Rey. David fue el encargado de organizar el funeral, y pintó Le Peletier asesinado. En este cuadro se ve la espada del asesino colgada por una sola hebra de crin de caballo sobre el cuerpo de Le Peletier, un concepto inspirado por la proverbial espada de Damocles, que ilustraba la inseguridad del poder y la posición. Esto subrayaba el valor de Le Peletier y sus compañeros en relación con el rey opresor. La espada atraviesa un trozo de papel sobre el que está escrito «Yo voto la muerte del tirano», y como tributo, en el extremo derecho del cuadro, David colocó la inscripción «David a Le Peletier. 20 de enero de 1793». El cuadro fue más tarde destruido por la hija realista de Le Peletier, y sólo se conoce por un dibujo, un grabado, y descripciones contemporáneas. No obstante, esta obra fue importante en la carrera de David, porque fue la primera pintura acabada de la Revolución francesa, hecha en menos de tres meses, y una obra a través de la cual él inició el proceso de regeneración que continuaría con La muerte de Marat.

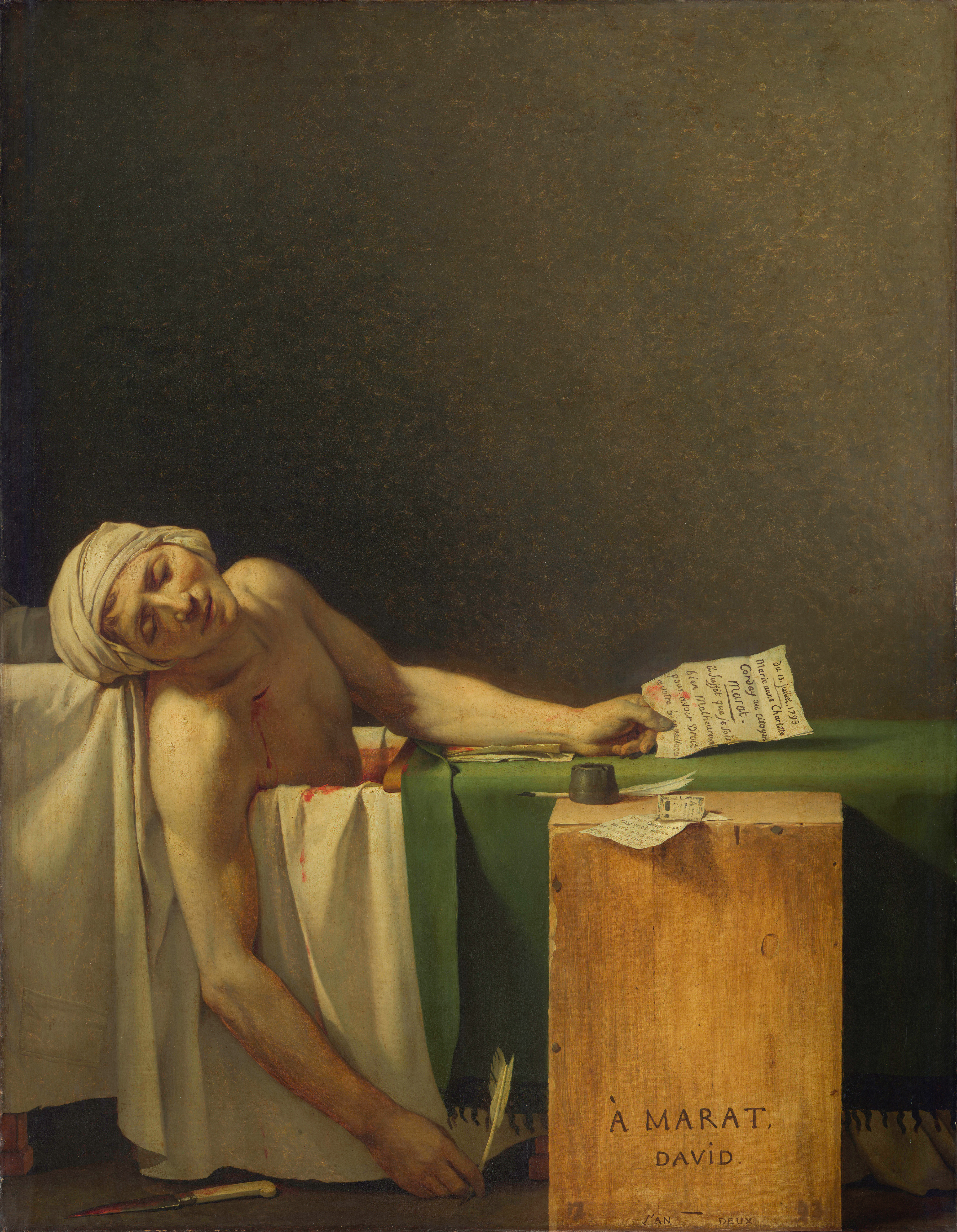
La muerte de Marat (1793)

Marat, periodista y parlamentario revolucionario, uno de los principales impulsores del Terror y amigo de David, fue asesinado el 13 de julio de 1793 por Carlota Corday. David de nuevo organizó un funeral espectacular, y Marat fue enterrado en el Panteón. Como había muerto en una bañera, David quería que su cuerpo estuviera sumergido en la bañera durante la procesión funeraria, pero el cuerpo había empezado a pudrirse. En lugar de sumergirlo, el cuerpo de Marat fue periódicamente rociado con agua cuando la gente iba a ver su cadáver, lleno de heridas enormes. La muerte de Marat quizá sea la obra de David más conocida. Al presentar la pintura a la Convención, dijo: «Ciudadanos, el pueblo llamaba de nuevo a su amigo; su voz desolada fue oída: David, coge tus pinceles..., venga a Marat... Oí la voz del pueblo. Obedecí.» David tuvo que trabajar con rapidez, pero el resultado fue una imagen simple y poderosa.
Después de ejecutar al rey, estalló la guerra entre la nueva república y virtualmente todas las grandes potencias de Europa, y las guerras en las que Francia tuvo que luchar marcharon mal. El Comité de Salud Pública estaba encabezado por Robespierre. El comité era severo: María Antonieta fue condenada a la guillotina, acontecimiento consignado en un famoso dibujo de David. Durante el reinado del Terror, David organizó su última celebración: el festival del Ser Supremo. Robespierre se había dado cuenta de la extraordinaria herramienta propagandística que eran estas manifestaciones revolucionarias, y decidió crear una nueva religión, mezclando ideas morales con la república, basándose en ideas de Rousseau, con Robespierre como el nuevo sumo sacerdote. Se adoctrinaría a través de estas conmemoraciones, llamadas fêtes. El día señalado, 20 de pradial (por el nuevo calendario republicano francés, Robespierre pronunció un discurso, descendió unos escalones y, con una antorcha que le entregó David, incineró una imagen sobre cartón simbolizando el ateísmo, revelando una imagen de la sabiduría debajo de él. La festividad apresuró la caída del «Incorruptible».
Pronto, la guerra comenzó a ir bien; tropas francesas marcharon a través de Bélgica, y ya no existía la urgencia que había justificado la creación del Comité de Salud Pública. Entonces, los conspiradores arrestaron a Robespierre en la Convención Nacional y lo guillotinaron, acabando así con el reinado del terror en el que fueron ejecutadas miles de personas. Durante su arresto, David gritó a su amigo «si bebes cicuta, yo la beberé contigo». Después de esto, se supone que cayó enfermo, y no acudió a la sesión de tarde, debido a un «dolor de estómago», lo que le salvó de ser guillotinado junto a Robespierre.

### Directorio

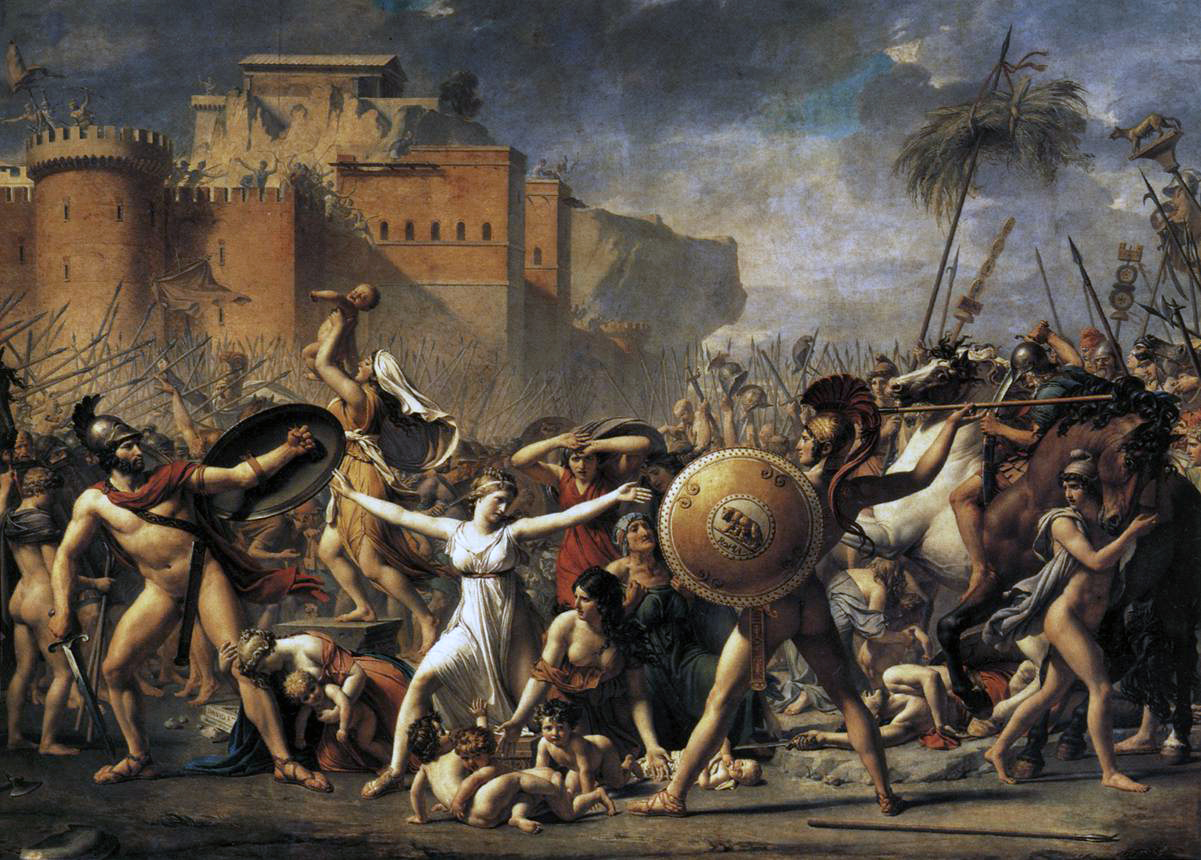
El rapto de las sabinas, 1799, óleo sobre lienzo,, Museo del Louvre, París.

La muerte de Robespierre puso fin al periodo de terror y se entró en la última fase de la Revolución francesa: el Directorio, cuyas autoridades ordenaron el arresto y encarcelamiento de David.
Estando en la cárcel, David pintó su autorretrato, más joven de lo que realmente era. Retrató igualmente a su carcelero. Después de que su mujer lo visitara en prisión, David concibió la idea de relatar la historia de las sabinas. Se dice que El rapto de las sabinas (acabado en 1799), que en realidad representa un momento posterior: la paz al interponerse las sabinas entre los combatientes, se pintó en honor a su esposa, siendo el tema de la obra el amor que prevalece sobre el conflicto. La pintura también fue vista como un ruego a la gente para que se unieran de nuevo después de la fase sangrienta de la Revolución.
Esta obra también hizo que atrajera la atención de Napoleón. Durante esta época, los mártires de la revolución fueron sacados del Panteón y enterrados en terreno común, y se destruyeron estatuas revolucionarias. Cuando David fue finalmente liberado, el país había cambiado. Su esposa consiguió que le sacaran de prisión, y él escribió cartas a su anterior esposa, y le dijo que nunca había dejado de quererla. Se volvió a casar con ella en 1796. Finalmente, completamente restaurado en su posición, cogió de nuevo alumnos y se retiró de la política.

### Napoleón

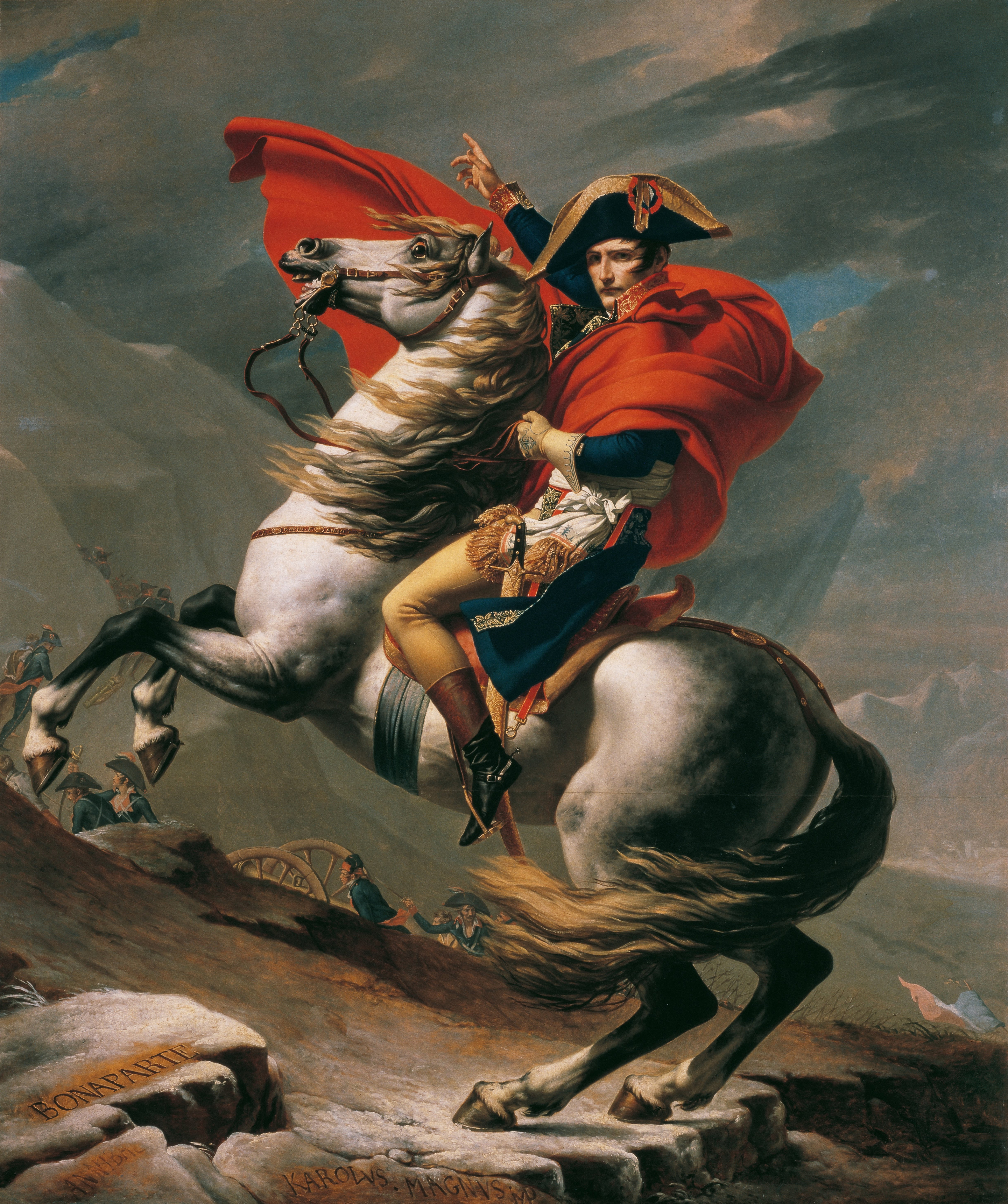
Napoleón cruzando los Alpes (1801)

En una de las grandes coincidencias de la historia, la íntima asociación de David con el Comité de Salud Pública durante el Terror dio como resultado que firmara la muerte de un tal Alexandre de Beauharnais, un pequeño noble. La viuda de Beauharnais, Rose-Marie Josephe de Tascher de Beauharnais sería más tarde conocida mundialmente como Josefina Bonaparte, emperatriz de los Franceses. Fue su coronación por su marido, Napoleón I, la que David representó tan memorablemente en la Coronación de Napoleón y Josefina, 2 de diciembre de 1804.
David había admirado a Napoleón desde su primer encuentro, impresionado por los rasgos clásicos del por entonces General Bonaparte. Pidiendo que el ocupado e impaciente general posara para él, David fue capaz de obtener un esbozo de Napoleón en 1797. David documentó el rostro del conquistador de Italia, pero la composición completa del general Bonaparte sosteniendo el tratado de paz con Austria quedó sin acabar. Napoleón tenía a David en alta estima, y le pidió que lo acompañase a Egipto en 1798, pero David rechazó la proposición, sosteniendo que era demasiado viejo para aventuras y en su lugar envió a su estudiante, Antoine-Jean Gros.
Después del exitoso golpe de Estado de Napoleón en 1799, como primer cónsul encargó a David que conmemorara su audaz cruce de los Alpes. El paso del San Bernardo le permitió a los franceses sorprender al ejército austriaco y obtener la victoria en la batalla de Marengo el 14 de junio de 1800. Aunque Napoleón había cruzado los Alpes sobre una mula, pidió que se le retratara «sereno sobre un fiero caballo». David cumplió con el Retrato ecuestre de Bonaparte en el monte San Bernardo. Después de la proclamación del Imperio en 1804, David se convirtió en el pintor de corte oficial del régimen.

La consagración de Napoleón y la coronación de Josefina (1806)

Una de las obras que encargaron a David fue La coronación de Napoleón en Notre Dame. A David le permitieron ver el acontecimiento. Hizo que le llevaran planos de Notre Dame y los partícipes en la coronación acudieron a su estudio para posar individualmente, aunque nunca el emperador (la única vez que David obtuvo un posado de él fue 1797). David consiguió que posasen privadamente para él la emperatriz Josefina y la hermana de Napoleón, Carolina Murat, a través de la intervención del anteriormente patrón de las artes, Mariscal Joaquín Murat, el cuñado del emperador. Para el fondo, David representó el presbiterio de Notre Dame repleto de personajes. El papa posó para la pintura, y de hecho bendijo a David. Napoléon acudió a ver al pintor, se quedó mirando fijamente el lienzo durante una hora y dijo «David, te rindo homenaje». David tuvo que rehacer varias partes de la pintura debido a varios caprichos de Napoleón, y por esta pintura, David recibió sólo 24 000 francos.

### Exilio
Después de que los Borbones regresaran al poder, David se encontró en la lista de proscritos por revolucionarios y bonapartistas, pues había votado a favor de la ejecución de Luis XVI y probablemente tuvo algo que ver con la muerte de Luis XVII. El nuevo rey Borbón, Luis XVIII, sin embargo, le amnistió e incluso le ofreció un cargo como pintor de corte. David rechazó su oferta, prefiriendo en lugar de ello exiliarse en Bruselas, Bélgica. Allí, pintó Amor y Psique (1817) y vivió hasta sus últimos días tranquilamente con su esposa, con la que se había vuelto a casar. Durante este tiempo, se dedicó principalmente a cuadros a escala menor de escenas mitológicas y retratos de bruselenses y emigrados napoleónicos, como El general Gérard (1816).

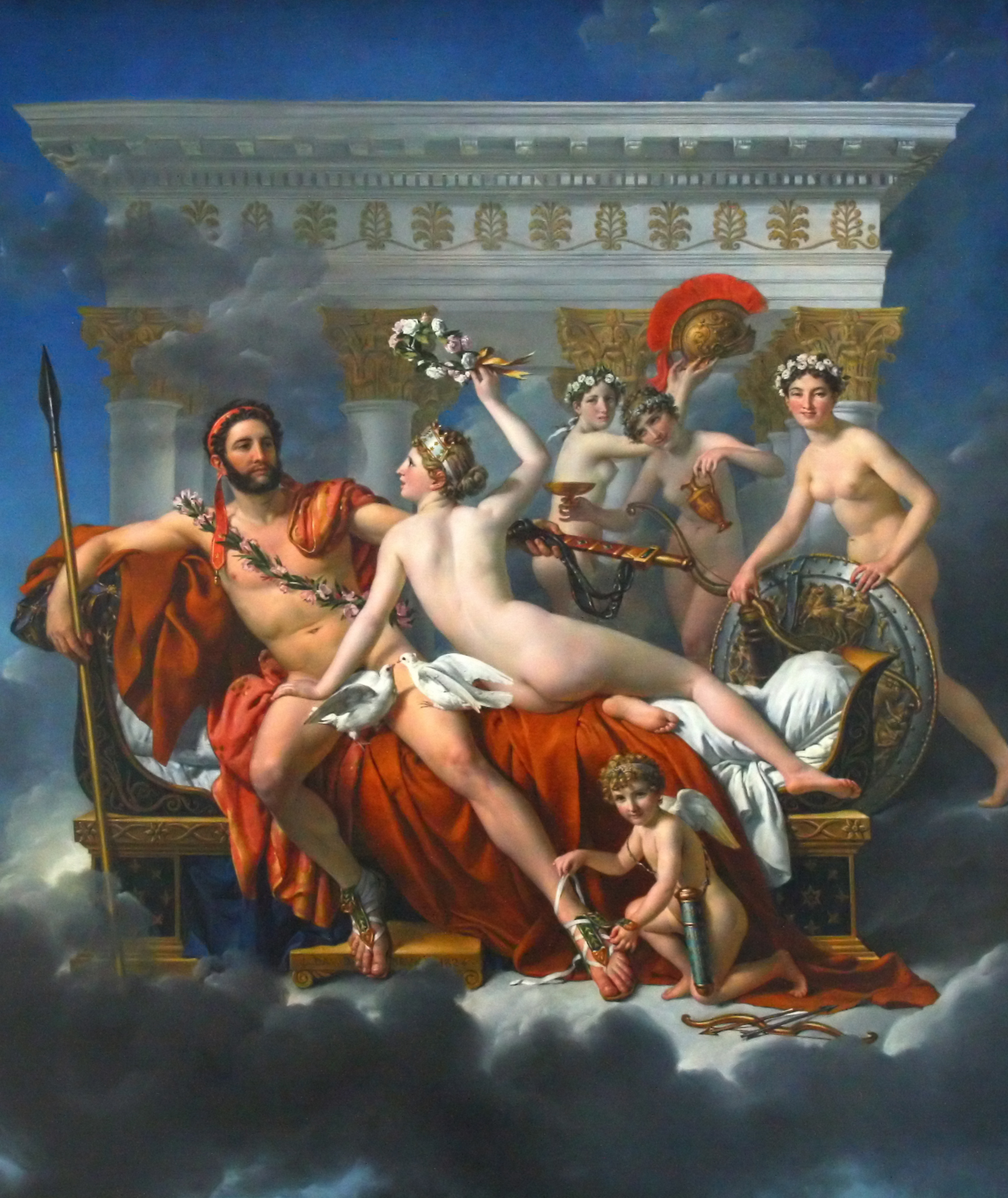
Marte desarmado por Venus y las Gracias (1824)

Su última gran obra, Marte desarmado por Venus y las Gracias lo empezó en 1822 y lo acabó el año anterior a su muerte. «David quería superarse una vez más. En diciembre de 1823, escribió:

Esta es la última pintura que deseo pintar, pero quiero superarme en ella. Pondré el dato de mis 75 años en ella y después nunca volveré a coger el pincel.

El tema se tomó de la mitología griega... David fue fiel a la leyenda... El colorido es traslúcido y perlado, como una pintura sobre porcelana».
La pintura se mostró primero en Bruselas y luego fue enviada a París, donde los que habían sido alumnos de David acudieron en gran número a ver la pintura. Los expositores lograron un beneficio neto de 13 000 francos, lo que significa que hubo más de 10 000 visitantes, un número muy elevado para la época.
Cuando David salía del teatro, fue golpeado por un carruaje y murió más tarde de deformaciones en el corazón, el 29 de diciembre de 1825. Después de su muerte, algunos de sus retratos se vendieron en subasta en París, por precios muy bajos. Su famoso lienzo de Marat se mostraba en una sala especial retirada, para no enfurecer al público. No se permitió que el cuerpo de David regresara a Francia, a pesar de las peticiones de su familia, por la intervención que David tuvo en la ejecución de Luis XVI y por lo tanto fue enterrado en Bruselas, pero su corazón fue llevado a Père Lachaise, París.

## Obras
Sus principales obras son:
- La muerte de Séneca, 1773, Petit Palais, París
- San Roque intercediendo ante la Virgen por la curación de los apestados, 1780, Museo de Bellas Artes, Marsella
- El dolor y los lamentos de Andrómaca sobre el cuerpo de Héctor, 1783, École nationale supérieure des Beaux-arts, París
- Belisario, 1784, Museo del Louvre, París
- El juramento de los Horacios, 1784, Museo del Louvre, París
- La muerte de Sócrates, 1787, Museo Metropolitano de Arte, Nueva York
- Lavoisier y su esposa, 1788, Museo Metropolitano, Nueva York
- Los lictores llevando a Bruto los cuerpos de sus hijos, 1789, Museo del Louvre, París
- La condesa de Sorcy-Thélusson, 1790, Alte Pinakothek, Múnich
- El juramento del Juego de Pelota (esbozos de 1791), Museo nacional del castillo de Versalles
- La muerte de Marat, 1793, (Museos reales de Bellas Artes de Bélgica, Bruselas)
- Las sabinas (cuadro relacionado con la leyenda romana del rapto de las sabinas), 1799, Museo del Louvre, París
- Napoleón cruzando los Alpes, 1799, Museo Nacional del Castillo de Malmaison, Yvelines
- Madame Récamier, 1800, Museo del Louvre, París
- La coronación de Napoleón, 1805-1807, Museo del Louvre, París
- La distribución de las águilas, 1810, Palacio de Versalles
- Retrato de Napoleón en su gabinete de trabajo, 1812, Galería Nacional de Arte, Washington D. C.
- Leónidas en las Termopilas, 1814, Museo del Louvre, París

## Galería

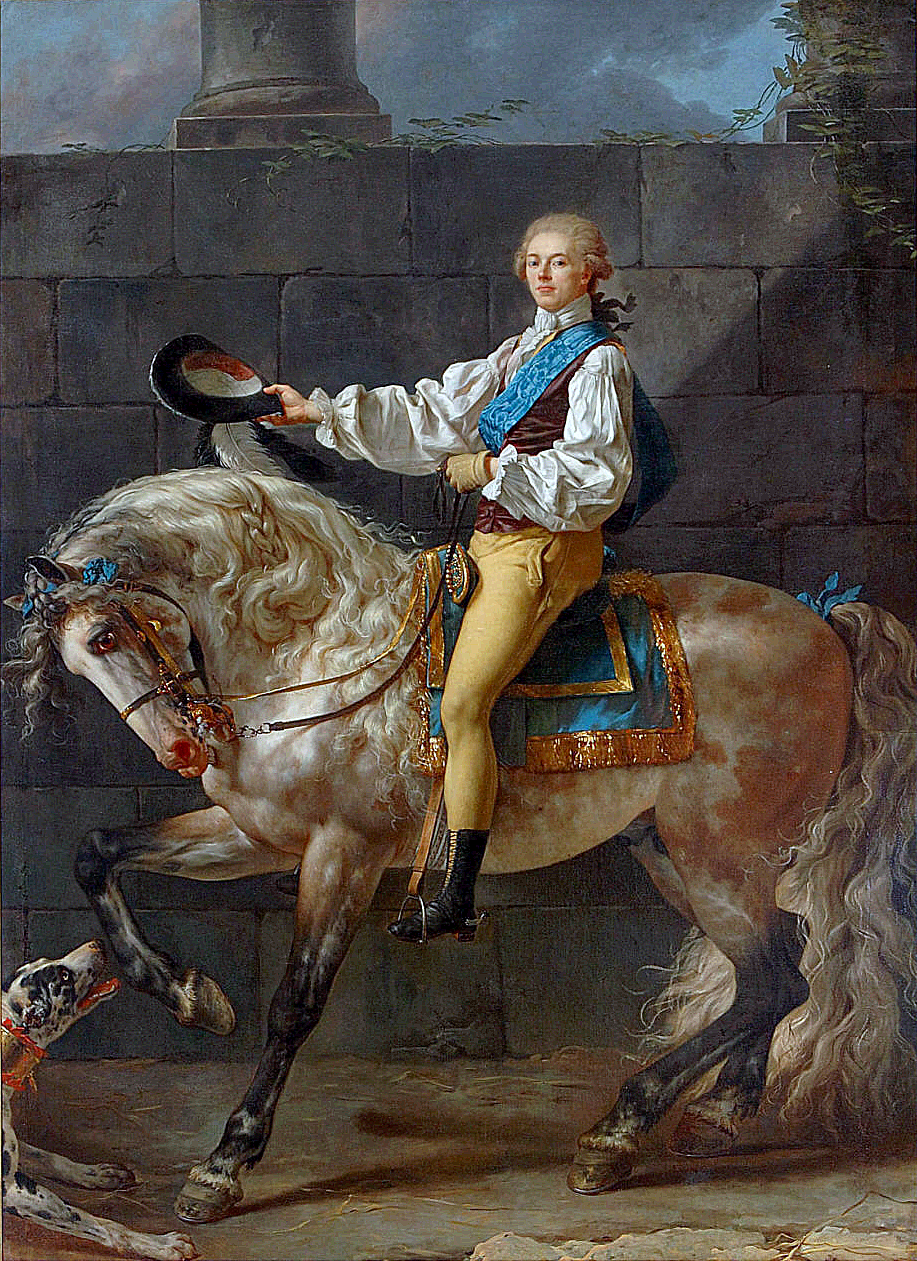
Retrato ecuestre del conde Stanislas Potocki (1781)
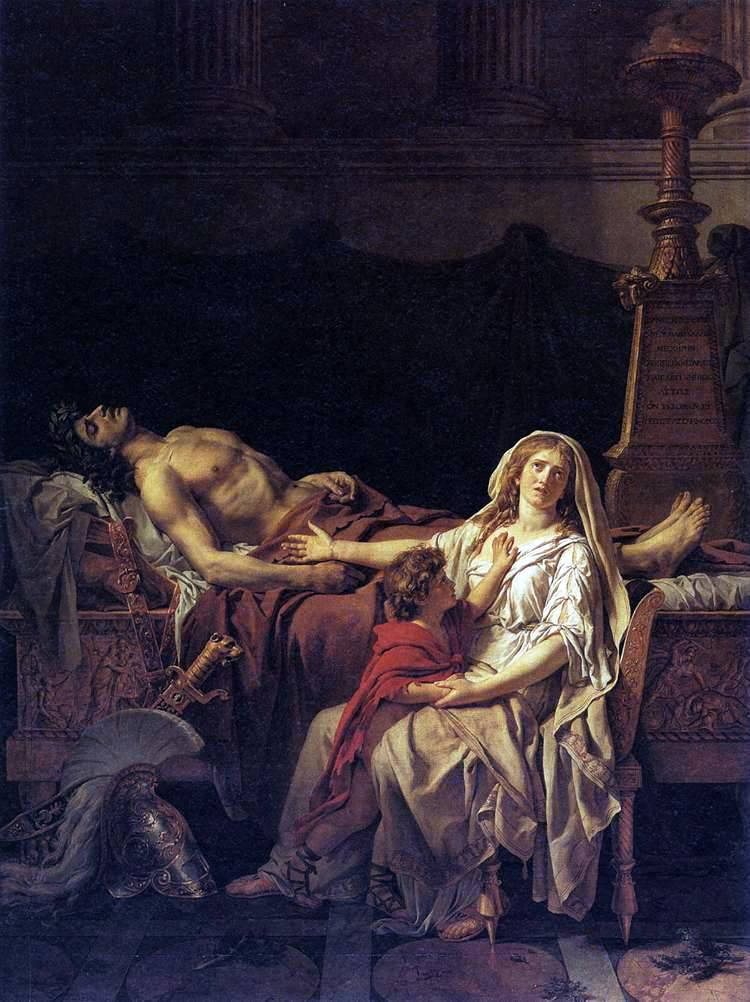
El dolor y los lamentos de Andrómaca sobre el cuerpo de Héctor (1783)
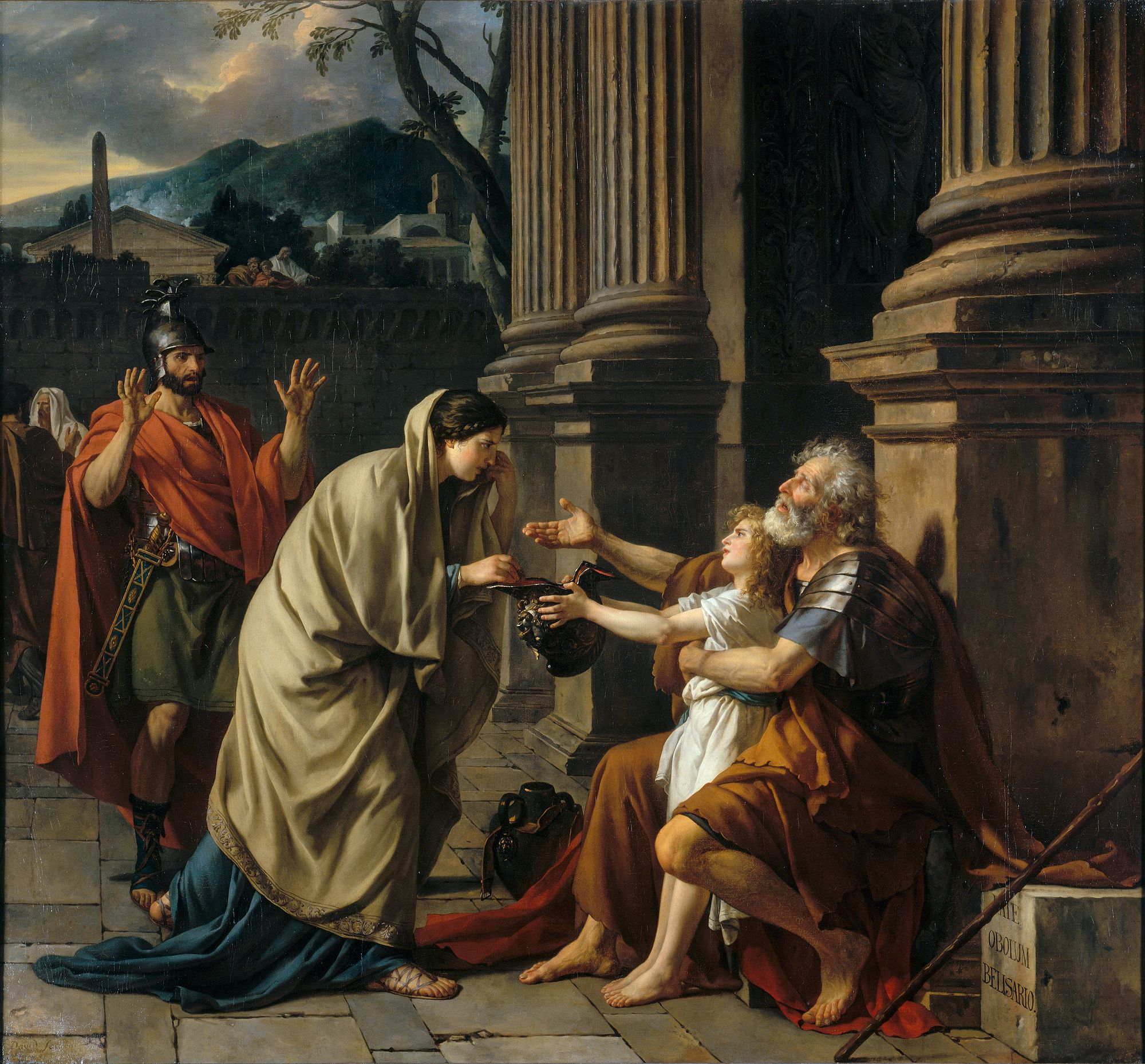
Belisario pidiendo limosna (1784)
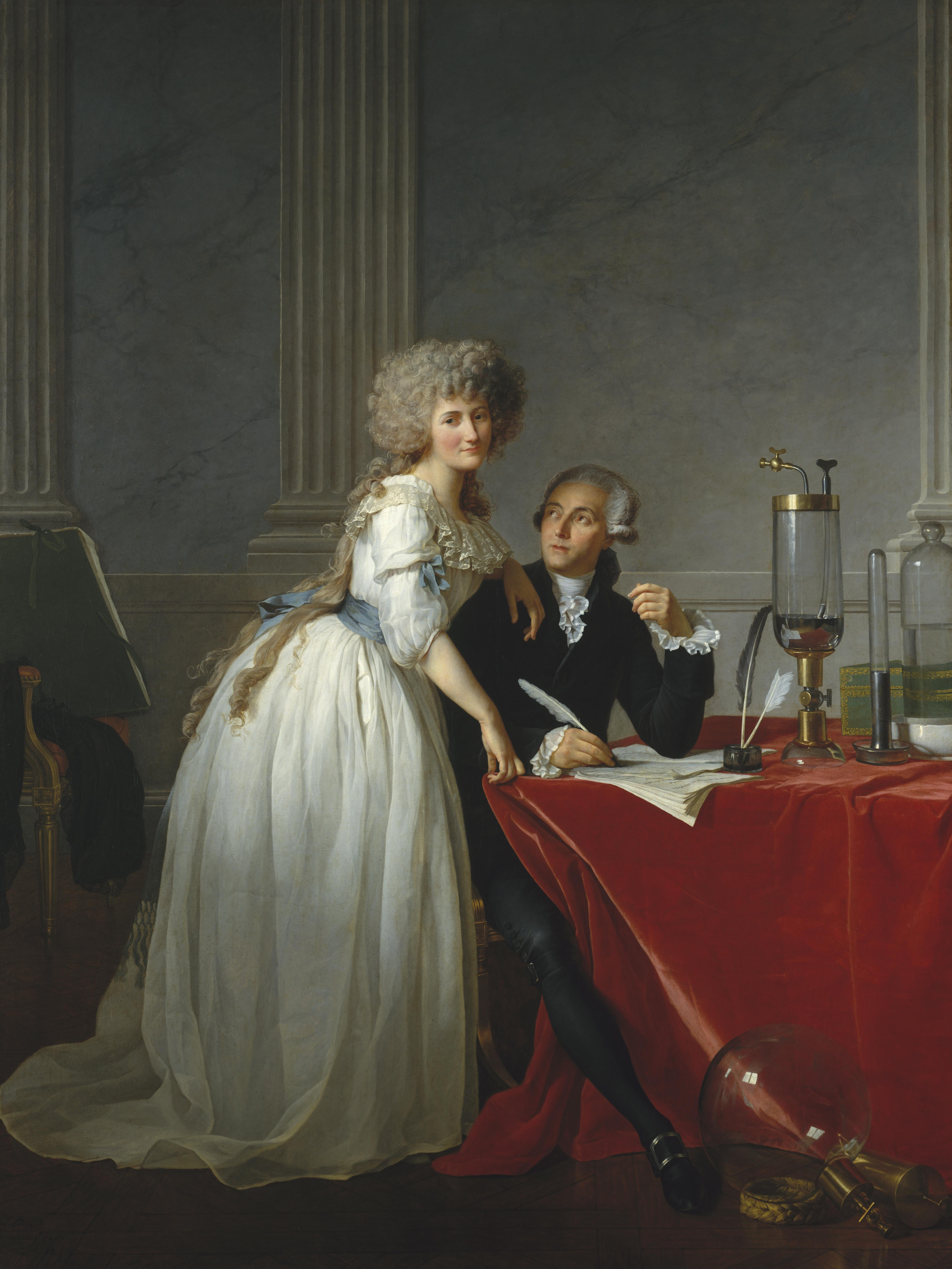
Retrato de Lavoisier y su esposa (1788)
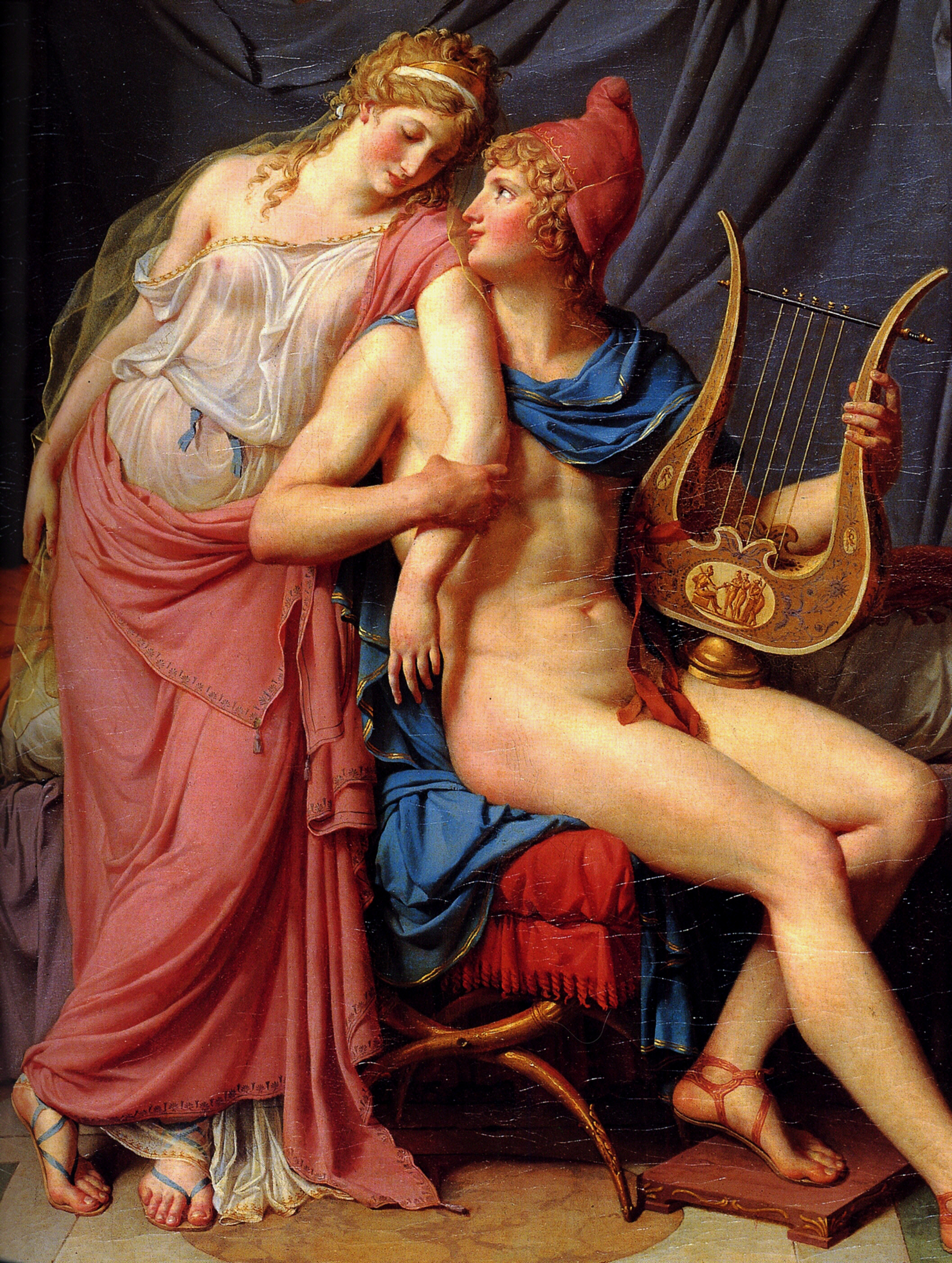
Los amores de Paris y Helena (1788)
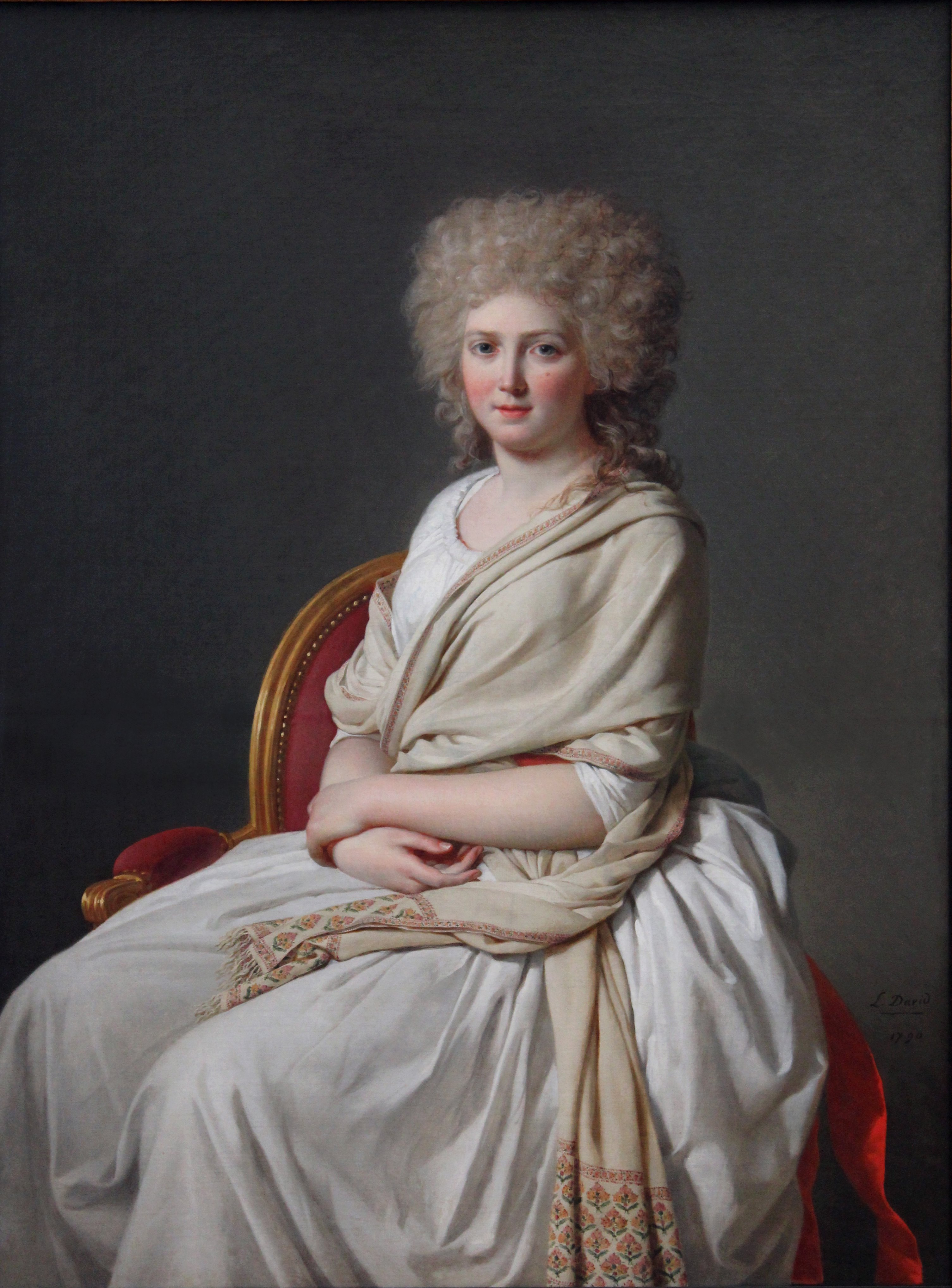
Retrato de Anne-Marie-Louise Thélusson, Condesa de Sorcy (1790)
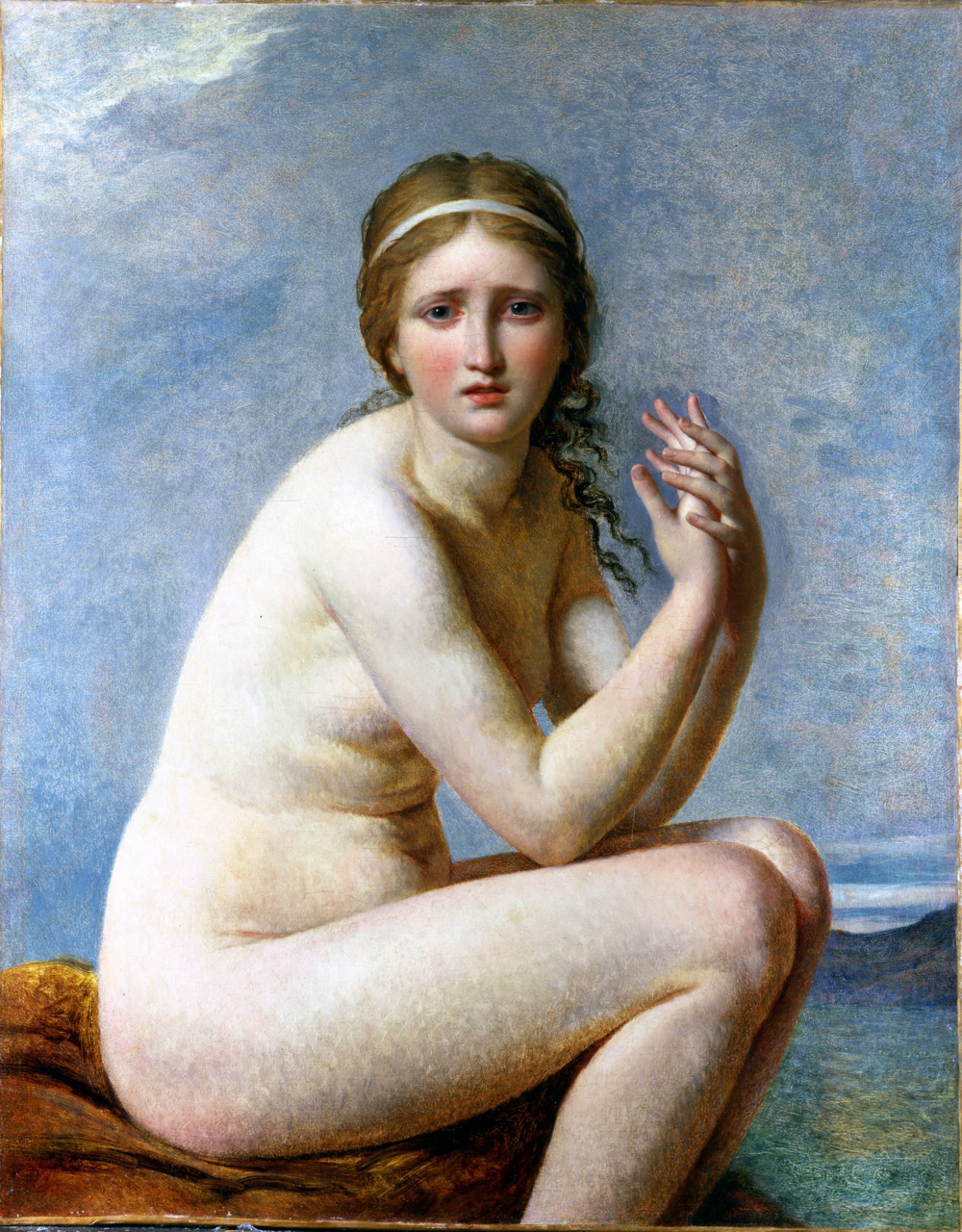
Psique abandonada (1795)
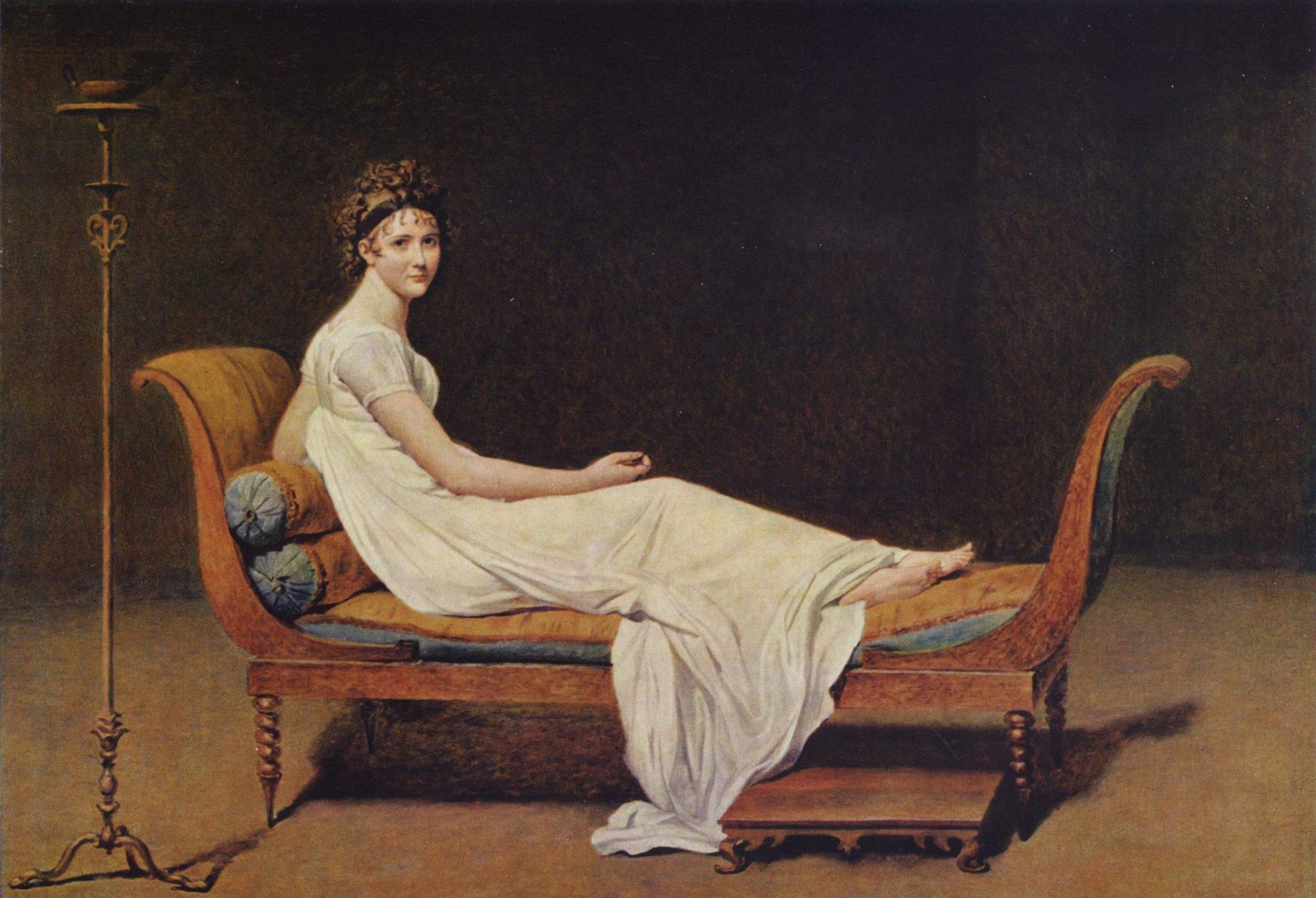
Madame Récamier (1800)
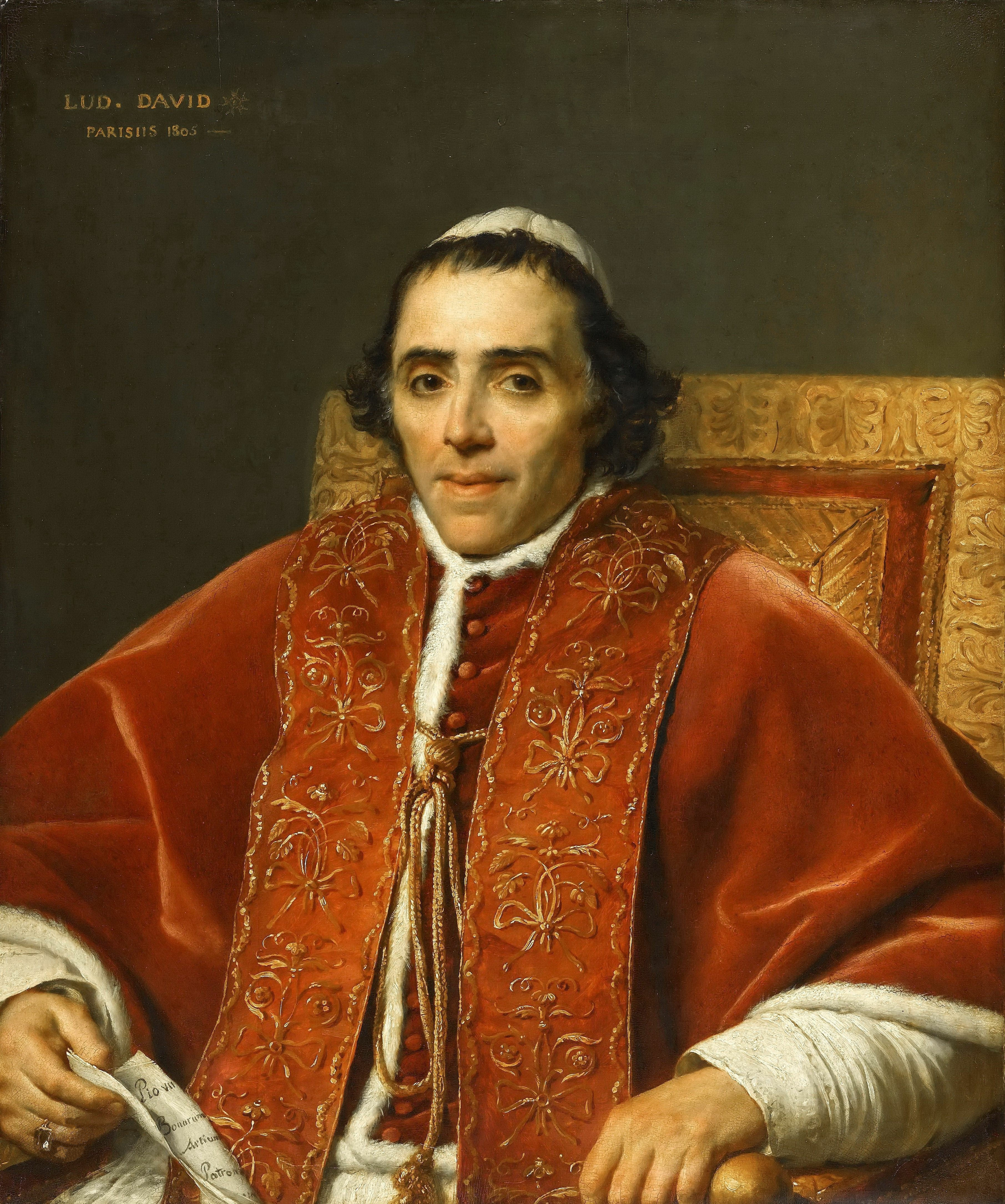
Retrato de Pío VII (1805)
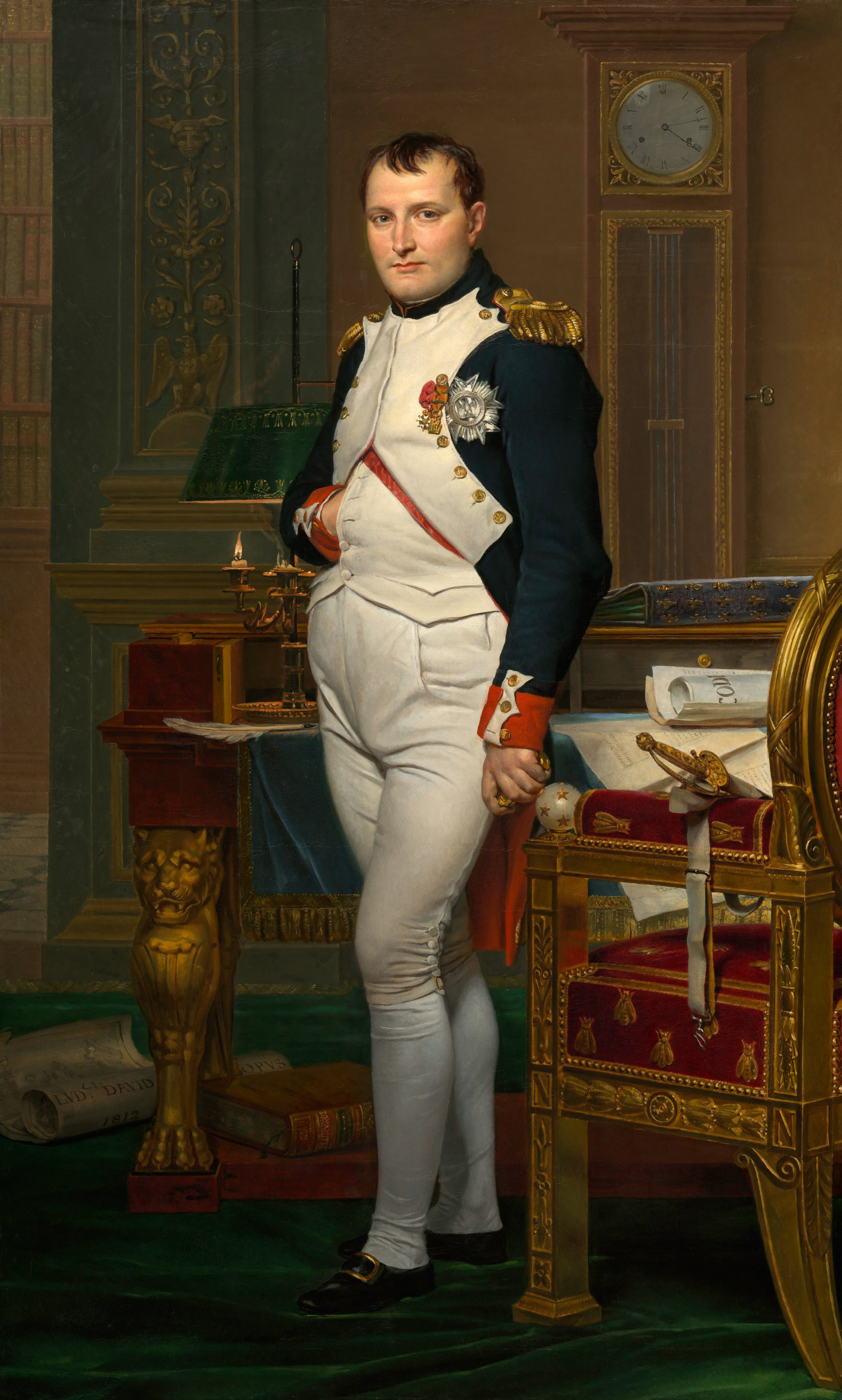
Retrato de Napoleón en su gabinete de trabajo, (1812)

## Filmografía
Danton (Andrzej Wajda, Francia, 1982) - Drama histórico (muchas escenas incluyen a David como un personaje no hablado mirando y dibujando. Se centra en el periodo del Terror).